# Айсега, Магдалена
Мария Магдалена Айсега Амикарелли (исп. María Magdalena Aicega Amicarelli, род. 1 ноября 1973, Буэнос-Айрес, Аргентина) — аргентинская хоккеистка (хоккей на траве), защитник. Серебряный призёр летних Олимпийских игр 2000 года, двукратный бронзовый призёр летних Олимпийских игр 2004 и 2008 годов, чемпионка мира 2002 года, серебряный призёр чемпионата мира 1994 года, бронзовый призёр чемпионата мира 2006 года, чемпионка Америки 2001 года, четырёхкратная чемпионка Панамериканских игр 1995, 1999, 2003 и 2007 годов.

## Биография
Магдалена Айсега родилась 1 ноября 1973 года в Буэнос-Айресе.
Играла в хоккей на траве за «Бельграно» из Буэнос-Айреса, где начала заниматься с 7-летнего возраста.
В 1993 году в составе сборной Аргентины среди юниорок выиграла чемпионат мира.
В 1996 году вошла в состав женской сборной Аргентины по хоккею на траве на летних Олимпийских играх в Атланте, занявшей 7-е место. Играла на позиции защитника, провела 7 матчей, мячей не забивала.
В 2000 году вошла в состав женской сборной Аргентины по хоккею на траве на летних Олимпийских играх в Сиднее и завоевала серебряную медаль. Играла на позиции защитника, провела 8 матчей, мячей не забивала.
В 2004 году вошла в состав женской сборной Аргентины по хоккею на траве на летних Олимпийских играх в Афинах и завоевала бронзовую медаль. Играла на позиции защитника, провела 6 матчей, забила 1 мяч в ворота сборной Нидерландов.
В 2008 году вошла в состав женской сборной Аргентины по хоккею на траве на летних Олимпийских играх в Пекине и завоевала бронзовую медаль. Играла на позиции защитника, провела 7 матчей, мячей не забивала.
Выиграла комплект медалей на чемпионатах мира: в 2002 году в Перте завоевала золотую награду, в 1994 году в Дублине — серебряную, в 2006 году в Мадриде — бронзовую.
В 2001 году выиграла чемпионат Америки.
Четырежды завоёвывала золотые медали хоккейных турниров Панамериканских игр — в 1995 году в Мар-дель-Плата, в 1999 году в Виннипеге, в 2003 году в Кингстоне и в 2007 году в Рио-де-Жанейро.
Выиграла пять медалей Трофея чемпионов: золото в 2001 и 2008 годах, серебро в 2002 и 2007 годах, бронзу в 2004 году. Десять раз участвовала в розыгрышах Трофея чемпионов, став рекордсменкой в Аргентине по этому показателю.
В 2003—2008 годах была капитаном сборной Аргентины.
В 1999 году Международная федерация хоккея на траве номинировала Айсегу на звание лучшего игрока мира, однако награда досталась Элисон Эннан из Австралии.
По окончании игровой карьеры работала диетологом. Занималась журналистикой в спортивной сети ESPN — как на радио, так и на телевидении.
В 2015 году через две недели после родов возобновила игровую карьеру, чтобы спасти «Бельграно» от вылета из первой лиги, и помогла команде сохранить место. Играла за команду и в следующем сезоне.

## Семья
Замужем за муниципальным чиновником Мариано Лоренцетти. У них трое детей — Рокко, Индиана и Лукка.